# Dwór Illešházych w Liptowskim Mikułaszu

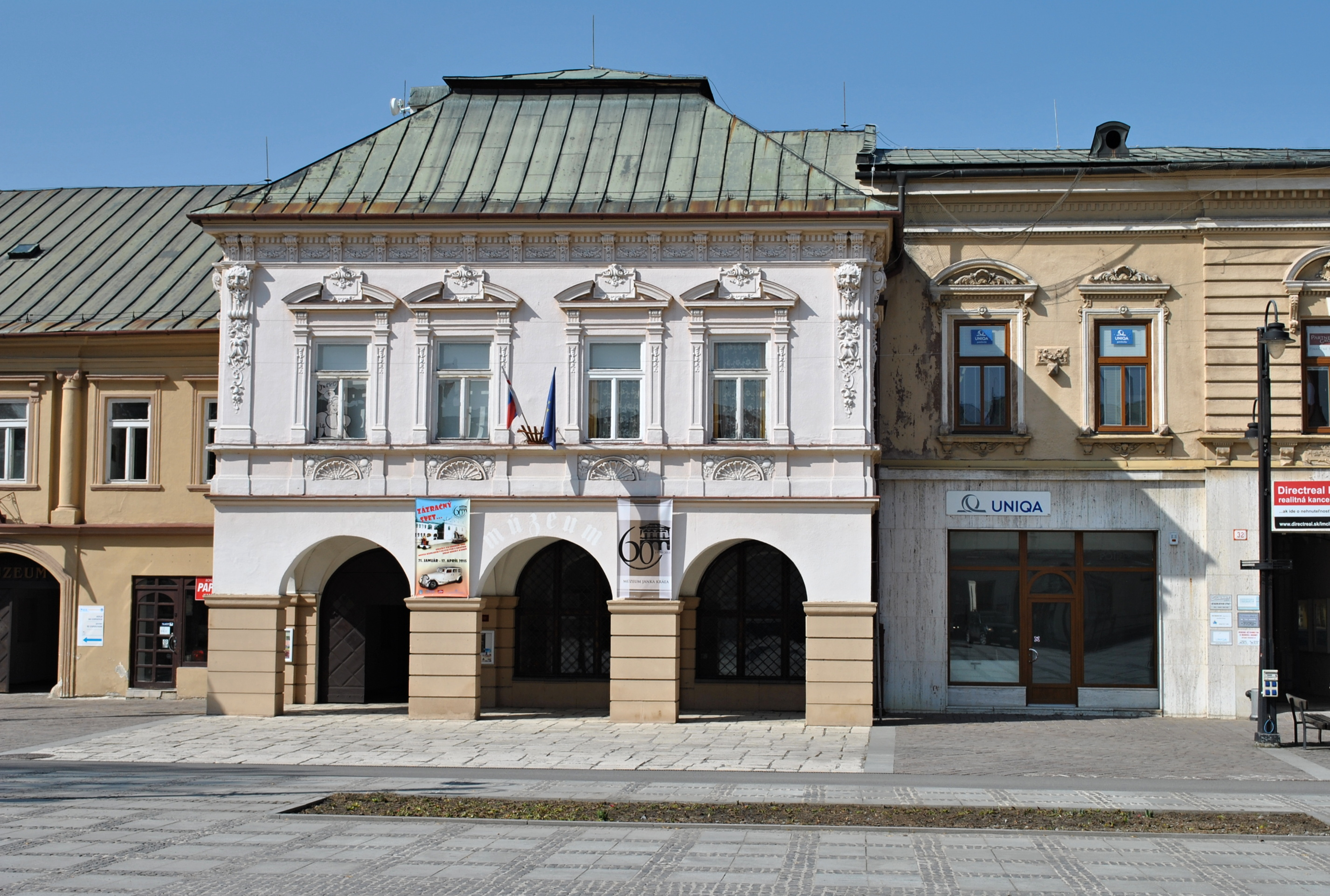
Dwór Illešházych (Stary dom żupny)

Dwór Illešházych w Liptowskim Mikułaszu (też: Stary dom żupny; słow. Palatínska kúria, Illešházyovská kúria, Seligovský dom, Prvý stoličný dom) – zabytkowa, murowana budowla o charakterze niewielkiego pałacu miejskiego w mieście Liptowski Mikułasz na Słowacji.
Wznosi się w zachodniej pierzei dawnego Rynku (dziś Námestie osloboditeľov nr 31). Piętrowy, nakryty stromym dachem, wysunięty przed lico sąsiednich budynków, jest jedną z najbardziej charakterystycznych budowli Liptowskiego Mikułasza. Jego front wyróżnia się masywną, trójprzęsłową arkadą w przyziemiu oraz czteroosiową dyspozycją piętra. Swój obecny wygląd uzyskał poprzez barokową przebudowę pierwotnie renesansowego domu mieszczańskiego, zakupionego w 1712 r. na siedzibę  liptowskiej żupy. Potrzebom żupy budynek ten służył do 1793 r.
Budynek ten jest często podawany jako miejsce, w którym sądzono w marcu 1713 r. legendarnego zbójnika liptowskiego Juraja Janosika. Ponieważ jednak w tym czasie obiekt znajdował się w remoncie (w sieni, wyłożonej historycznym brukiem, zachowała się pamiątkowa, okrągła tablica z łacińskim tekstem potwierdzającym przebudowę domu w 1713 r.) przypuszcza się, że proces Janosika odbył się w niedalekim dworze Pongraczów.
Od roku 1955 w obiekcie mieści się miejskie Múzeum Janka Kráľa.